# Nicolas Dieuze
Nicolas Dieuze (Albi, Francia, 7 de febrero de 1979) es un exfutbolista francés. Jugaba de volante y su último equipo fue el US Luzenac de Francia. 

## Clubes
| Club             | País    | Año       |
| ---------------- | ------- | --------- |
| Toulouse FC      | Francia | 1999-2001 |
| SC Bastia        | Francia | 2001-2003 |
| Toulouse FC      | Francia | 2003-2008 |
| Le Havre AC      | Francia | 2008-2009 |
| Grenoble Foot 38 | Francia | 2009-2011 |
| US Luzenac       | Francia | 2012-2015 |

## Palmarés

### Campeonatos nacionales
| Título  | Club        | País    | Año  |
| ------- | ----------- | ------- | ---- |
| Ligue 2 | Toulouse FC | Francia | 2003 |